# Oncinotis tenuiloba
Oncinotis tenuiloba är en oleanderväxtart som beskrevs av Otto Stapf. Oncinotis tenuiloba ingår i släktet Oncinotis och familjen oleanderväxter. Inga underarter finns listade i Catalogue of Life.